# Zhovtneve (Raión de Tarutyne)
Matildivka (en ucraniano: Матильдівка) es un pueblo ucraniano perteneciente al óblast de Odesa. Situado en el suroeste del país, es parte del raión de Bolgrado y del municipio (hromada) de Budyak.

## Toponimia
Hasta 2016 se denominó Zhovtneve (en ucraniano: Жовтневе; en ruso: Жовтневая Революция) en honor a la Revolución de Octubre, hasta que fue cambiado por las leyes de descomunización de Ucrania.Anteriormente, el pueblo fue conocido con el nombre de Mathildendorf (en alemán: Mathildendorf) o Saralica-Veche (en rumano: Saralica-Veche; en alemán: Sarazika-Weiler). El nombre oficial en ruso es Matildovka (en ruso: Матильдовка).

## Historia
El pueblo de Mathildendorf fue fundado por colonos alemanes en 1858 y pertenecía a la parroquia luterana del pueblo de Klöstitz (hoy Vesela Dolina).
La localidad pertenecía al Imperio ruso hasta 1918, pero luego pasó al reino de Rumanía con el final de la Primera Guerra Mundial.
En 1940 fue tomada por soviéticos como parte de las cláusulas del pacto Ribbentrop-Mólotov. En 1945, por decreto de la RSS de Ucrania, el pueblo de Sarazika pasó a llamarse Zhovtneve.

## Demografía
La evolución de la población de Matildivka entre 1930 y 2022 fue la siguiente:
| 731                                                           | 413 | 259 | 252 |
| (Fuente: Cities & Towns of Ukraine y UKRAINE: Größere Städte) |     |     |     |

Según el censo de 2001, la lengua materna de la mayoría de los habitantes, el 67,06%, es el rumano; del 19,44%, el ucraniano; del 7,14% es el ruso; el búlgaro del 1,59%; y del gagaúzo, 0,40%.En el censo rumano de 1930, el 96% de la población eran alemanes.